# Universidad de las Humanidades
La Universidad de las Humanidades (en mongol: Хүмүүнлэгийн ухааны их сургууль; también conocida simplemente como Universidad Humanidades) es una universidad privada en Ulán Bator, la capital del país asiático de Mongolia, que ofrece programas de pregrado y posgrado en campos como lenguas extranjeras, traducción, educación, periodismo, informática, economía de empresas, entre otras.
Se localiza específicamente en la Plaza de Sukhhbaatar, Baga Toiruu, distrito de Sukhbaatar. 